# Шнайдер, Яна
Яна Шнайдер (нем. Jana Schneider; род. 11 апреля 2002, Карлштадт) — немецкая шахматистка, гроссмейстер среди женщин (2021). Победительница чемпионата Германии по шахматам среди женщин (2017).

## Биография
Многократная победительница чемпионатов Германии по шахматам среди девушек в разных возрастных группах (2012 году — до 10 лет, 2013 году — до 12 лет, в 2016 году — до 14 лет). В 2012 (до 10 лет) и в 2015 (до 14 лет) годах также побеждала на чемпионатах стран Евросоюза по шахматам среди девушек. По результатам голосования, проведённого Немецкой шахматной молодёжью в Интернете, она была признана игроком года 2016 в группе девушек до 14 лет. В апреле 2017 года в возрасте 14 лет Шнайдер стала вторым самым молодым игроком, выигравшим личный чемпионат Германии среди женщин в Бад-Висзе. Она выиграла его с 7,5 очками в 9 партиях, опередив Марту Михну и Зою Шляйнинг (Лельчук), и при этом выполнила норматив на звание женского гроссмейстера. В июне 2017 года Шнайдер выиграла финал чемпионата Германии по шахматам среди любителей в Нидернхаузене в рейтинговой группе B (2100—1901). В сентябре 2017 года она стала вице-чемпионкой Европы в возрастной группе до 16 лет.
В июле 2021 года Яна Шнайдер приняла участие в Кубке мира по шахматам среди женщин в Сочи, где в 1-м туре проиграла индонезийской шахматистке Медине Варде Аулии со счётом 0:2.
За успехи в турнирах ФИДЕ присвоила Яне Шнайдер звание международного мастера среди женщин (WIM) в 2017 году и международного гроссмейстера среди женщин (WGM) в 2021 году.

## Изменения рейтинга
| Графики недоступны из-за технических проблем. См. информацию на Фабрикаторе и на mediawiki.org. |